# U-Bahn-Station Leopoldau
Leopoldau is een metrostation in het district Floridsdorf van de Oostenrijkse hoofdstad Wenen. Het station werd geopend op 2 september 2006 en wordt bediend door lijn U1.

## Geschiedenis
Op 26 januari 1968 werd besloten om een metronet in Wenen aan te leggen met drie lijnen waaronder de U1 tussen Reumannplatz en Praterstern. De nadere uitwerking van het metronet, de U-Bahn-Netzvariante M uit 1970, omvatte een veel groter net met verlengingen die pas later zouden worden toegevoegd. De verlenging van de U1 zou hierin ten noorden van Kagran de Wagramer Straße volgen en uiteindelijk eindigen in Süßenbrunn. 
Het tracébesluit voor de verlenging bepaalde echter dat de lijn ten noorden van Rennbahnweg naar, het in 1912 geopende station, Leopoldau zou lopen en niet naar het oostelijker gelegen Süßenbrunn.

## Ligging en inrichting
Het station ligt ten noorden van de Großfeldsiedlung langs de zuidrand van de Nordbahn. In de loods liggen drie sporen op maaiveldniveau waarvan de twee noordelijkste langs het eilandperron. Boven de sporen is een parkeerdek voor P&R doeleinden met een inrit aan de oostzijde van het gebouw. De oostelijke toegang het perron ligt in het midden van de loods en is via een tunneltje onder de sporen met de toegangshal verbonden, die ook toegang biedt tot het parkeerdek. Aan de westkant is het perron met lift en trap verbonden met een voetgangerstunnel onder de Nordbahn die de westelijke toegang van het metrostation verbindt met het perron van de S-Bahn van Wien Leopoldau en de toegang bij de Nordrandsiedlung aan de noordkant van de spoorlijn. Naast de overstap tussen metro en S-Bahn kan ook worden overgestapt op de stadsbussen 29A, 32A en 36B en de streekbus 510 naar Gerasdorf, Stammersdorf en Strebersdorf. Op werkdagen (maandag tot vrijdag) verzekerd de NightLine lijn N25 van het Weense nachtbusnet het nachtvervoer.

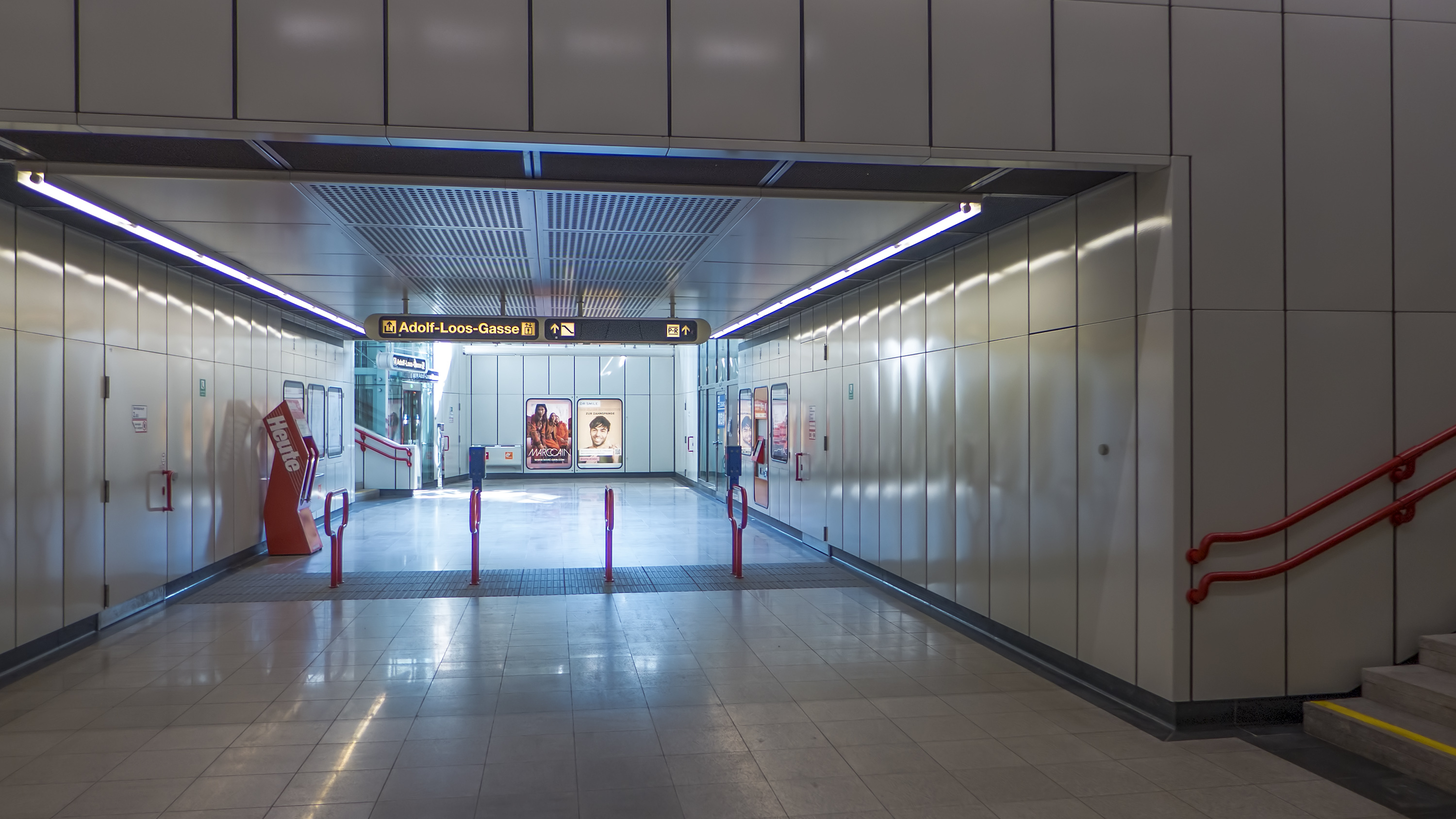
Het tunneltje bij de oostelijke toegang.
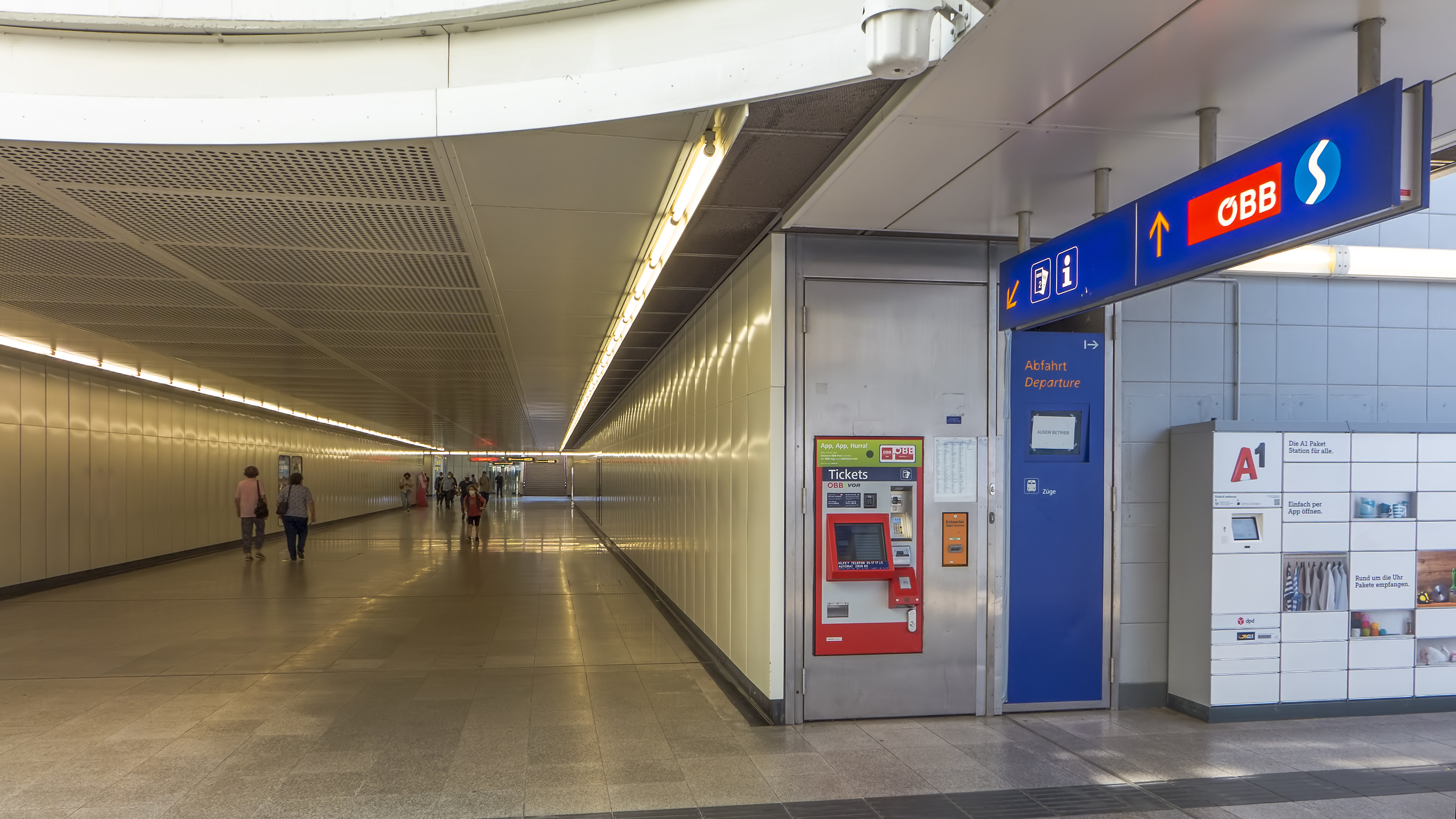
De voetgangerstunnel gezien uit het noorden.
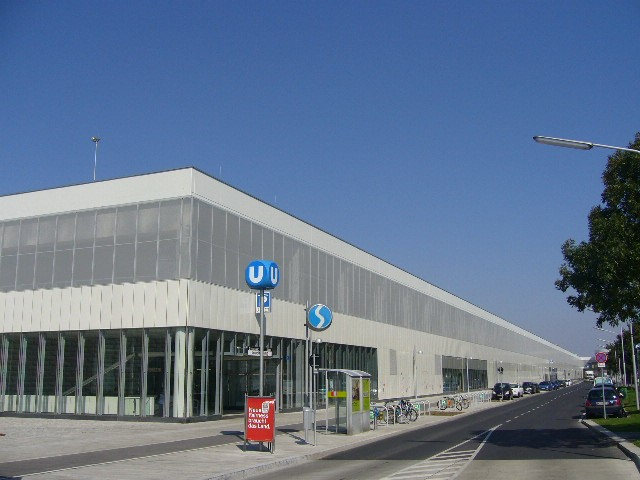
De westelijke toegang.